# Дадашев, Дадаш Икрам оглы
Дадаш Икрам оглы Дадашев (азерб. Dadaş İkrəm oğlu Dadaşov; 3 февраля 1932 года, Баку — 2022, Сумгаит) — советский азербайджанский работник химической промышленности, Герой Социалистического Труда (1971).

## Биография
Родился 3 февраля 1932 года в семье колхозников в селе Пиракешкюль Бакинского горсовета (ныне Апшеронский район).
Окончил школу рабочей молодежи и Сумгаитский химическо-технологический техникум.
Начал трудовую деятельность в 1949 году чистильщиком на 2 цехе завода «Оргсинтез» в городе Сумгаит, позже аппаратчик на 9 (щелочном) цеху этого же завода. Активно участвовал в производстве каустической соды.
За выдающиеся успехи в производстве в 1966 году Дадаш Дадашев был награжден орденом Ленина.
В 1966 году, как один из передовых рабочих завода, переведен на более сложную работу — аппаратчиком гербицидного цеха.
Указом Президиума Верховного Совета СССР от 20 апреля 1971 года за успехи, достигнутые в выполнении пятилетнего плана, Дадашеву Дадашу Икрам оглы присвоено звание Героя Социалистического Труда с вручением ордена Ленина и золотой медали «Серп и Молот».
С 1982 по 1996 год работал бригадиром на цехе выпуска завода «Оргсинтез».
С 1996 года на пенсии.
Распоряжением Президента Азербайджанской Республики от 2 октября 2002 года, за большие заслуги в области науки и образования, культуры и искусства, экономики и государственного управления Азербайджана, Дадашеву Дадашу Икрам оглы предоставлена персональная пенсия Президента Азербайджанской Республики.
Активно участвовал в общественно-политической жизни города. С 1971 по 1999 год депутат Сумгаитского городского совета. Член Совета ветеранов города Сумгаит.
Скончался в 2022 году.